# Remigia mensuralis
Remigia mensuralis là một loài bướm đêm trong họ Erebidae.